# صالحه خانم (بنغلاديش)
صالحة خانم ( (بالبنغالية: সালেহা খানম)‏ ) هي سياسية في الحزب الوطني البنغلاديشي وعضو سابق في البرلمان عن مقعد مخصص للسيدات (الكوتا).

## الحياة المهنية
تم انتخاب صالحة خانم لعضوية البرلمان من مقعد المرأة المخصص كمرشحة في الحزب الوطني القومي في بنغلاديش في عام 1979.